# Maroko na Letních olympijských hrách 2008
Maroko na Letních olympijských hrách v roce 2008 reprezentovala výprava 47 sportovců (36 mužů a 11 žen) soutěžících v 7 sportech.

## Medailové pozice
| Medaile | Jméno          | Sport    | Disciplína     |
| ------- | -------------- | -------- | -------------- |
| Stříbro | Jaouad Gharib  | Atletika | Muži maraton   |
| Bronz   | Hasna Benhassi | Atletika | Ženy běh 800 m |

## Lukostřelba
Khadija Abbouda

## Box
Redouane Bouchtouk, Abdelillah Nhaila, Hicham Mesbahi, Mahdi Ouatine, Tahar Tamsamani, Driss Moussaid, Mehdi Khalsi, Said Rachidi, Mohamed Arjaoui, Mohamed Amanissi

## Šerm
Aissam Rami

## Judo
Youness Ahamdi, Rachid Rguig, Safouane Attaf, Mohammad El Assri

## Taekwondo
Abdelkader Zrouri, Ghizlane Toudali, Mouna Benabderrassoul